# Lance Henderson de La Fuente
Lance Henderson de La Fuente (Marbella, 19 maggio 2003) è uno scacchista spagnolo, Grande Maestro.
In settembre 2019, all'età di 16 anni e 4 mesi, è diventato il più giovane spagnolo ad ottenere il titolo di Grande Maestro.
È figlio di Matt Henderson, imprenditore IT statunitense, e di Maria del Pino de La Fuente, ingegnere aerospaziale.

## Principali risultati
- 2018 – in febbraio realizza 7/10 nel Gibraltar Chess Festival (prima norma di GM);
- 2018 – in luglio realizza 7/9 nel Festival di Mulhouse (seconda norma di GM);
- 2019 – in luglio realizza 6/9 a Évora nel campionato a squadre portoghese (terza norma GM);
- 2019 – in dicembre vince l'open rapid di Marbella con 8/9;[3]